# Maglia iridata

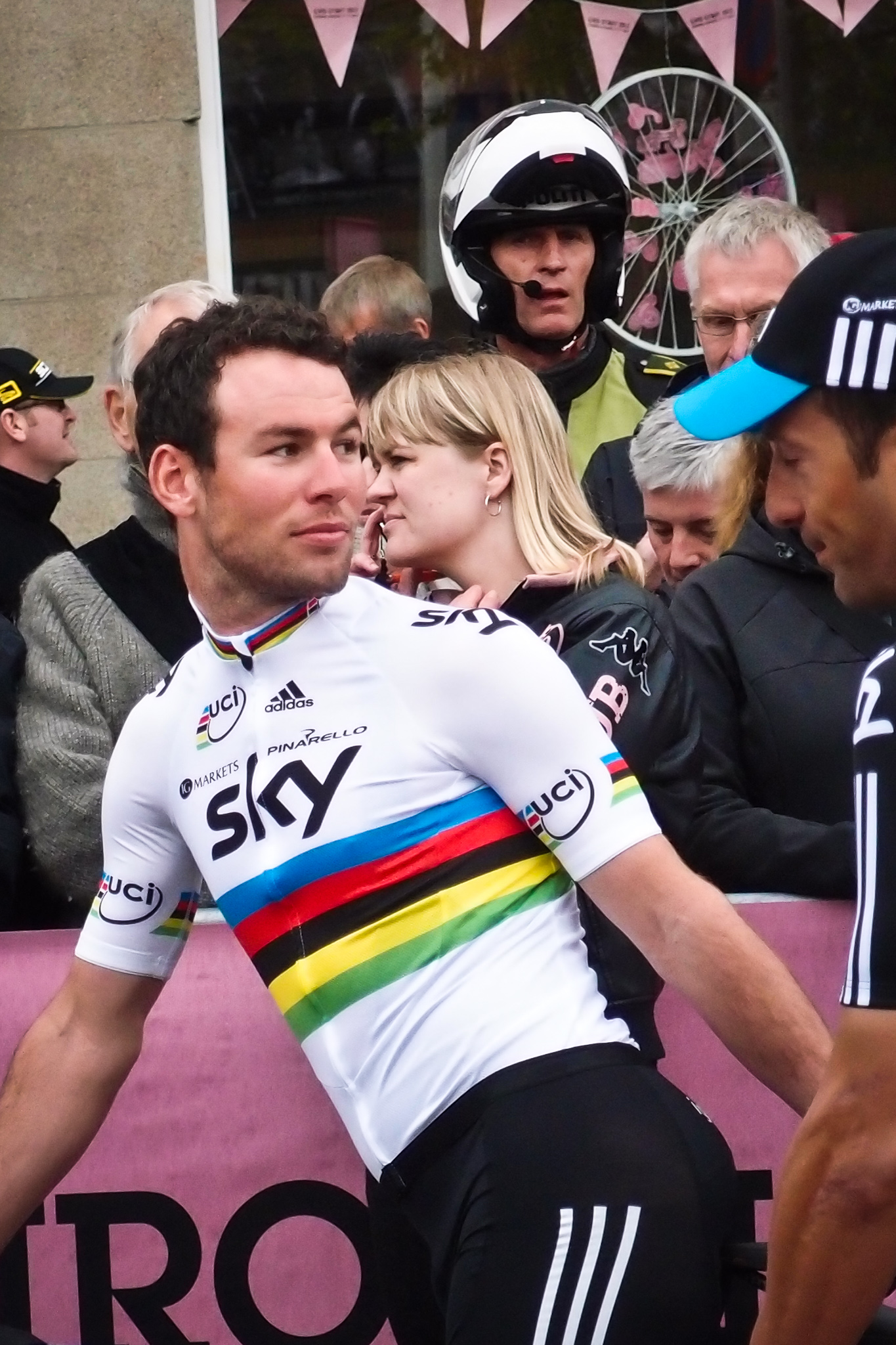
Mark Cavendish in maglia iridata al Giro d'Italia 2012

La maglia iridata è la maglia distintiva indossata dal campione del mondo in carica di una disciplina del ciclismo. Si tratta di una maglia bianca con cinque bande orizzontali colorate intorno al torace. Dall'alto in basso si hanno bande di colore blu, rosso, nero, giallo e verde, ovvero gli stessi della bandiera olimpica, a simboleggiare i cinque continenti. Questa tradizione è usata in tutte le otto discipline riconosciute dall'Unione Ciclistica Internazionale: ciclismo su strada, ciclismo su pista, mountain biking, ciclocross, BMX, trial, ciclismo indoor e paraciclismo.
Il campione del mondo in carica ha il diritto di indossare la maglia iridata, nella tipologia di gara che lo ha visto vincitore, fino al successivo campionato del mondo, quindi solitamente per un anno. A seguire, una volta perso il titolo, può comunque riportare fino a fine carriera dei piccoli iridi sul colletto e sui risvolti delle maniche.
Negli anni in cui si disputava la Coppa del mondo su strada, nelle corse che ne facevano parte il leader della classifica indossava una maglia anch'essa iridata, ma con la banda arcobaleno in verticale anziché in orizzontale. Altre famose maglie distintive del ciclismo su strada sono quella gialla, indossata dal leader della classifica del Tour de France, quella rosa, indossata dal leader della classifica del Giro d'Italia, e quella rossa indossata dal leader della Vuelta a España. Queste maglie però vengono indossate solo nel corso della relativa competizione, mentre il campione del mondo indossa la maglia iridata in tutte le corse a cui partecipa (limitatamente alla categoria di cui detiene il titolo).